# Arno Drescher
Arno Drescher (* 17. März 1882 in Auerbach/Vogtl.; † 1. Juni 1971 in Braunschweig) war ein deutscher Maler, Grafiker und Typograph.

## Leben und Werk

Entwurf von Arno Drescher

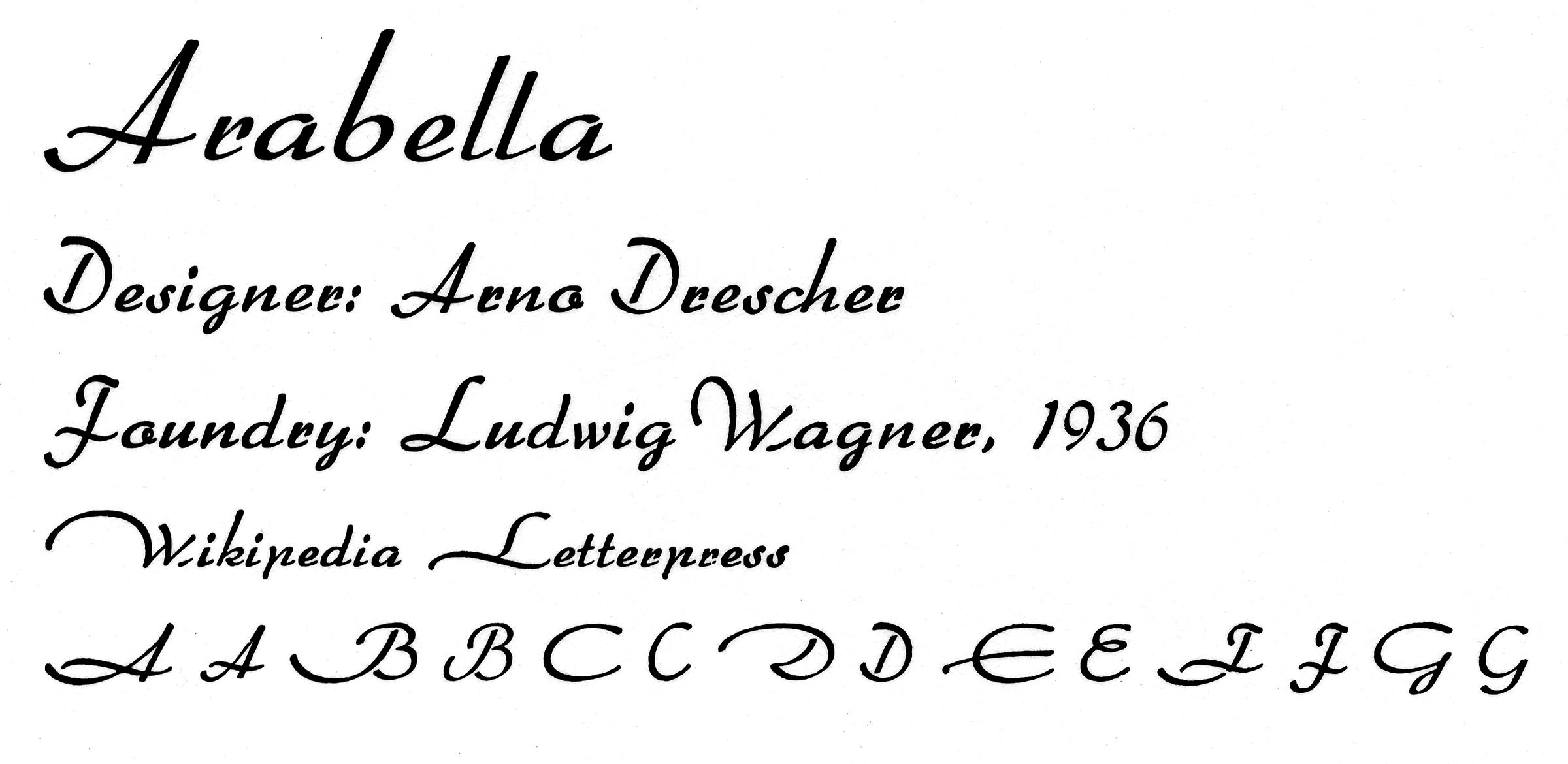
Arabella, bei dieser Bleischrift gab es Variationen der Versalien (untere Zeilen)

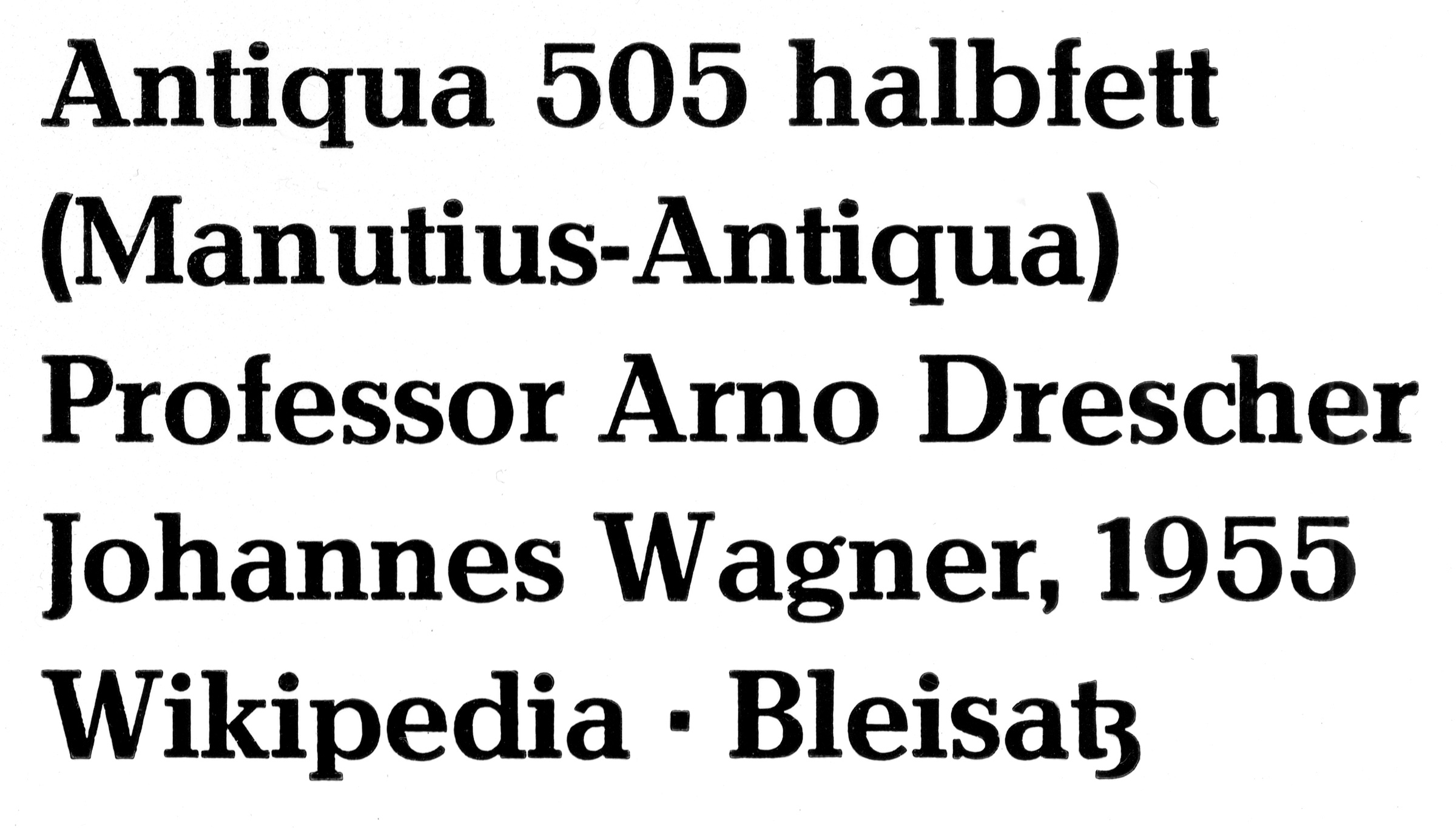
Antiqua 505 halbfett (Manutius-Antiqua halbfett), Bleisatzabzug von 20p-Schrift

Der in Auerbach im sächsischen Vogtland geborene Sohn des Schriften- und Dekorationsmalers Carl Gustav Drescher (1851–1898) und seiner Frau Wilhelmine, geborene Warg, wurde durch den Beruf des Vaters in jungen Jahren an das Malen herangeführt. Drescher hatte zwei ältere Brüder, Carl Gustav jr., der jung verstarb, und Paul Gustav (1878–1937), der ebenfalls das Malerhandwerk erlernte.
Arno Drescher beendete die Schule 1902 am Seminar Auerbach mit dem Abitur (Gesamtergebnis: gut); im gleichen Jahr bestand er die Schulamtskandidaten-Prüfung. Dadurch war er gemäß Schulgesetz von 1873 berechtigt, eine Stelle als Hilfslehrer anzunehmen. Er unterrichtete zwei Jahre in Ortmannsdorf und legte im November 1904 erneut eine Prüfung am Seminar Auerbach mit gutem Ergebnis ab. Hierdurch erlangte Drescher die Möglichkeit zu einer permanenten Anstellung als Lehrer an Volksschulen. Seine Lehrerlaufbahn endete 1905; er zog nach Dresden, um an der Dresdner Kunst-Akademie/Kunstgewerbeschule zu studieren. Neben dem Kunststudium begann er sich an der Königlichen Zeichenschule Dresden auf einen Abschluss als Fachlehrer im Fach Zeichnen vorzubereiten. 1907 legte er die Prüfung mit „vorzüglich“ ab. Noch während seines Studiums leitete Drescher Abendkurse und bildete angehende Kunstlehrer aus. Er wurde Meisterschüler von Professor Richard Guhr.
1911 heiratete Arno Drescher Elise Goller, eine Tochter seines Dozenten, des Glasmalers Professor Josef Goller. Das Ehepaar bekam fünf Kinder: Renate (1915), Christine (1919), Erdmann (1920), Johannes (1922) und Christoph Albrecht (1928).
Drescher betätigte sich in Dresden als Zeichenlehrer und arbeitete auch freischaffend. 1916 eröffnete er sein eigenes Atelier in Dresden-Blasewitz. 1920 erhielt er an der Staatlichen Akademie für Kunst und Gewerbe in Dresden eine Professur für Freie, Künstlerische und Gebrauchs-Grafik. Zu seinen Schülern zählte Alfred Hesse.
Ab 1921 stellte Arno Drescher seine grafischen Werke zusammen mit Künstlern wie Erich Heckel, Karl Hofer, Oskar Kokoschka, Max Liebermann, Emil Nolde, Max Pechstein, Christian Rohlfs und anderen aus.
In der Zeit des Nationalsozialismus war Drescher Mitglied der Reichskammer der bildenden Künste. Für die 1936 in Dresden stattfindende 1. Reichsgartenschau entwarf er das Ausstellungsplakat, ebenso für die in Düsseldorf stattfindende „Große Reichsausstellung Schaffendes Volk“. 1940 war er auf der Ausstellung des Dresdner Künstlerbunds „Erste Ausstellung Kriegsjahr 1940“ in Dresden vertreten.
Ab 1940 wurde Drescher Stellvertreter, später (bis 1945) Direktor der Staatlichen Akademie für graphische Künste und Buchgewerbe in Leipzig. 1943 wurde bei dem größten Bombenangriff auf Leipzig sein Atelier in der Akademie zerstört. Dadurch verlor er fast seine gesamten Arbeiten der letzten 30 Jahre. Drescher stand 1944 in der Gottbegnadeten-Liste des Reichsministeriums für Volksaufklärung und Propaganda.
Nach 1945 arbeitete er als freiberuflicher Grafiker, Typograph und Maler in Leipzig. Ab 1951 fanden zahlreiche Ausstellungen in der DDR und der BRD statt. 1960 siedelte Drescher mit Genehmigung der DDR-Behörden von Leipzig zu seiner Tochter Christine nach Braunschweig um, wo er bis zu seinem Tod lebte.
Arno Drescher entwarf unter anderem Banknoten für die Deutsche Reichsbank, Briefmarken, Plakate, Signets und Firmenlogos, u. a. das frühere Markenzeichen (bzw. Kühlerfigur) der Automobilmarke Audi, das Logo für Hachez-Schokolade und Schriften für verschiedene Schriftgießereien.

## Darstellung Dreschers in der bildenden Kunst
- Hanna Hausmann-Kohlmann: Arno Drescher (1937, Scherenschnitt)[4]

## Werke

### Schriftentwürfe
| Schriftname                                                                                         | Erstguss             | Schriftgießerei                                       | Schriftzuordnung nach DIN 16518         |
| --------------------------------------------------------------------------------------------------- | -------------------- | ----------------------------------------------------- | --------------------------------------- |
| Apell                                                                                               | 1933                 | Schriftguß AG, Dresden                                | Gruppe VIII: Schreibschriften           |
| Arabella                                                                                            | 1936                 | Ludwig Wagner KG, Leipzig                             | Gruppe VIII: Schreibschriften           |
| Arabella Favorit                                                                                    | 1939                 | Ludwig Wagner KG, Leipzig                             | Gruppe VIII: Schreibschriften           |
| Drescher Eilschrift                                                                                 | 1934                 | Wilhelm Woellmer, Berlin                              | Gruppe VIII: Schreibschriften           |
| Drescher Versalien                                                                                  | 1927                 | Schriftguß AG, Dresden                                | Gruppe VII: Antiqua-Varianten           |
| Duplex                                                                                              | 1937                 | Schriftguß AG, Dresden                                | Gruppe VII: Antiqua-Varianten           |
| Energos                                                                                             | 1932                 | Schriftguß AG, Dresden                                | Gruppe VIII: Schreibschriften           |
| Fundamental-Grotesk, diverse Schnitte                                                               | 1938/39              | Ludwig Wagner KG, Leipzig                             | Gruppe VI: Serifenlose Linear-Antiqua   |
| Helion                                                                                              | 1935                 | Schriftguß AG, Dresden                                | Gruppe VII: Antiqua-Varianten           |
| Manutius-Antiqua, diverse Schnitte In Westdeutschland erschienen als: Antiqua 505, diverse Schnitte | 1954 1955–1957       | Ludwig Wagner KG, Leipzig Johannes Wagner, Ingolstadt | Gruppe V: Serifenbetonte Linear-Antiqua |
| Milo                                                                                                | 1940                 | Schriftguß AG, Dresden                                | Gruppe VII: Antiqua-Varianten           |
| Onyx                                                                                                | 1936                 | Schelter & Giesecke, Leipzig                          | Gruppe VII: Antiqua-Varianten           |
| Super-Grotesk, diverse Schnitte                                                                     | 1930–1938            | Schriftguß AG, Dresden                                | Gruppe VI: Serifenlose Linear-Antiqua   |
| Super-Blickfang-Initialen                                                                           | 1932                 | Schriftguß AG, Dresden                                | Gruppe VII: Antiqua-Varianten           |
| Super-Elektrik                                                                                      | 1931                 | Schriftguß AG, Dresden                                | Gruppe VII: Antiqua-Varianten           |
| Super-Reflex                                                                                        | 1931                 | Schriftguß AG, Dresden                                | Gruppe VII: Antiqua-Varianten           |
| Schreibmeister Kursiv, Entwurf 1958                                                                 | Nicht veröffentlicht | Ludwig Wagner KG, Leipzig                             | Gruppe VII: Antiqua-Varianten           |

### Malerei (Auswahl)
- Talsperrenbau bei Stollberg i. E. (Öl; 1951 auf der Mittelsächsischen Kunstausstellung in Chemnitz)